# Mandres-aux-Quatre-Tours
Pour les articles homonymes, voir Mandres (homonymie).
Mandres-aux-Quatre-Tours est une commune française située dans le département de Meurthe-et-Moselle, en région Grand Est.

## Géographie

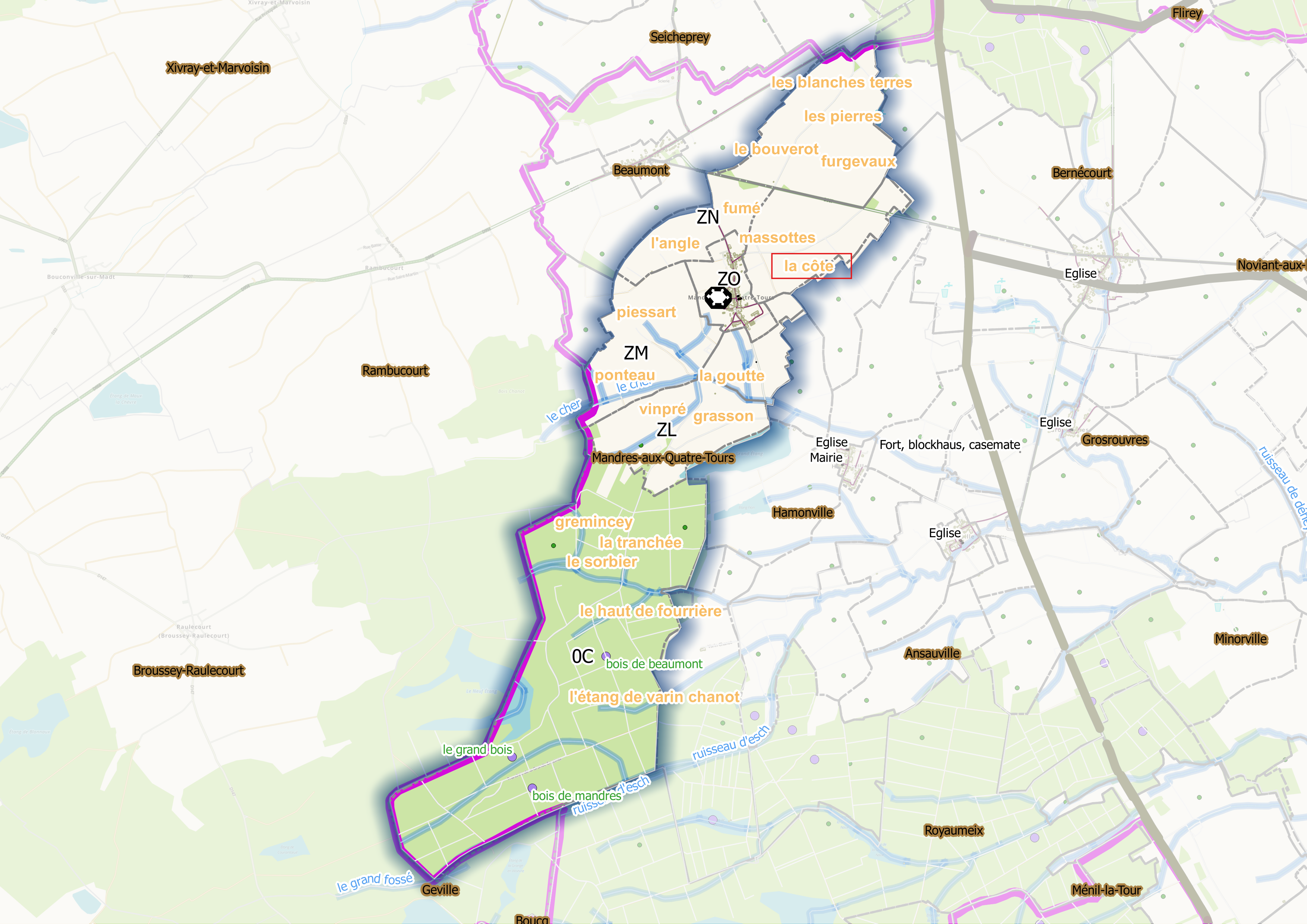
Fig. 1 - Mandres (ban communal).

L'altitude moyenne de Mandres est de 250 mètres environ. Le ban communal, d’une superficie de 1 037 hectares, comporte en 2011, d'après les données Corine land Cover, près de 45 % de forêts, 50 % de prairies, terres arables et cultures, puis 3.5 % de zones anthropisées (zones industrielles et urbaines)
Le territoire est arrosé par les cours d'eau naturels que sont : le Ruisseau de "l'étang de" Be(l)rupt" (1,745 km), le Ruisseau du Grand Etang (0,2 km), le Ruisseau du Pré St-Martin (1,315 km) et le Ruisseau le Neuf Etang (0,513 km).
Le village est situé au nord de la forêt de la Reine et forme un territoire allongé dans l'axe nord-sud qui fait frontière cantonale et départementale. (Fig. 1).
| Beaumont   | Seicheprey               | Bernécourt |
| Rambucourt | Mandres-aux-Quatre-Tours | Hamonville |
| Royaumeix  |                          | Géville    |

### Hydrographie

#### Réseau hydrographique
La commune est dans le bassin versant du Rhin au sein du bassin Rhin-Meuse. Elle est drainée par le ruisseau de Berupt, le ruisseau du Grand Étang, le ruisseau du Pre St-Martin et le ruisseau le Neuf Étang,.

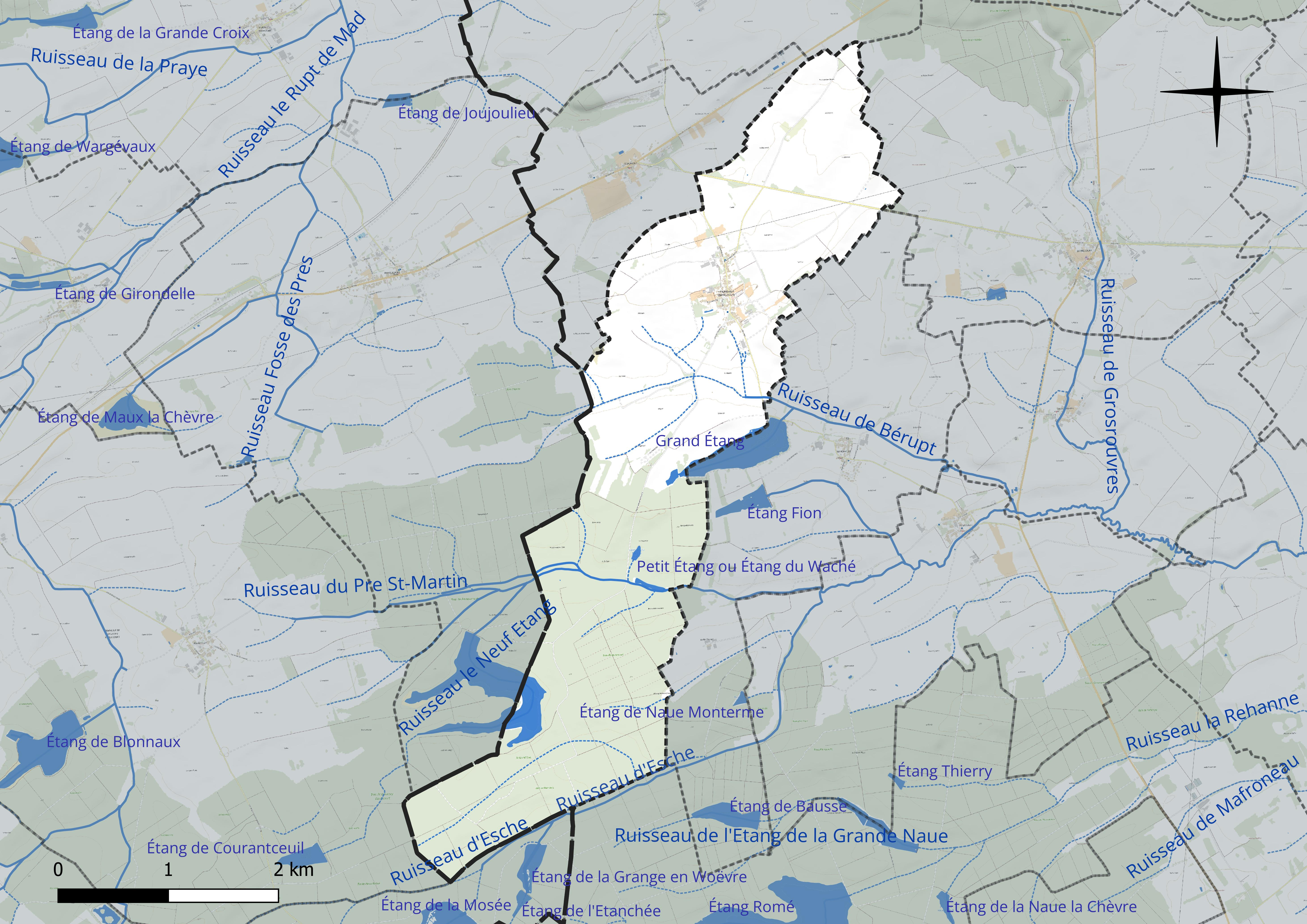
Réseau hydrographique de Mandres-aux-Quatre-Tours.

Trois plans d'eau complètent le réseau hydrographique : le Grand étang, d'une superficie totale de 22,6 ha (2,2 ha sur la commune), le Petit étang ou étang du Waché (0,7 ha) et Neuf étang, d'une superficie totale de 42,4 ha (12,3 ha sur la commune),.

#### Gestion et qualité des eaux
Le territoire communal est couvert par le schéma d'aménagement et de gestion des eaux (SAGE) « Rupt de Mad, Esch, Trey ». Ce document de planification concerne les bassins versants du Rupt de Mad, de l’Esch et du Trey. Le périmètre a été arrêté le 2 juin 2014, la commission locale de l'eau (CLE) a été créée le 20 juin 2017, puis modifiée le 26 mars 20210. La structure porteuse de l'élaboration et de la mise en œuvre est le Parc naturel régional de Lorraine. 
La qualité des cours d’eau peut être consultée sur un site dédié géré par les agences de l’eau et l’Agence française pour la biodiversité. 

### Climat
Pour des articles plus généraux, voir Climat du Grand Est et Climat de Meurthe-et-Moselle.
En 2010, le climat de la commune est de type climat des marges montargnardes, selon une étude du Centre national de la recherche scientifique s'appuyant sur une série de données couvrant la période 1971-2000. En 2020, Météo-France publie une typologie des climats de la France métropolitaine dans laquelle la commune est exposée à un climat océanique altéré et est dans la région climatique  Lorraine, plateau de Langres, Morvan, caractérisée par un hiver rude (1,5 °C), des vents modérés et des brouillards fréquents en automne et hiver. 
Pour la période 1971-2000, la température annuelle moyenne est de 9,5 °C, avec une amplitude thermique annuelle de 16,7 °C. Le cumul annuel moyen de précipitations est de 856 mm, avec 12,5 jours de précipitations en janvier et 9,1 jours en juillet. Pour la période 1991-2020, la température moyenne annuelle observée sur la station météorologique de Météo-France la plus proche, « Nonsard », sur la commune de Nonsard-Lamarche à 10 km à vol d'oiseau, est de 10,7 °C et le cumul annuel moyen de précipitations est de 690,8 mm. 
La température maximale relevée sur cette station est de 40,1 °C, atteinte le 25 juillet 2019 ; la température minimale est de −17 °C, atteinte le 1er mars 2005,,. 
Les paramètres climatiques de la commune ont été estimés pour le milieu du siècle (2041-2070) selon différents scénarios d'émission de gaz à effet de serre à partir des nouvelles projections climatiques de référence DRIAS-2020. Ils sont consultables sur un site dédié publié par Météo-France en novembre 2022.

## Urbanisme

### Typologie
Au 1er janvier 2024, Mandres-aux-Quatre-Tours est catégorisée commune rurale à habitat dispersé, selon la nouvelle grille communale de densité à sept niveaux définie par l'Insee en 2022.
Elle est située hors unité urbaine et hors attraction des villes,.

### Occupation des sols
L'occupation des sols de la commune, telle qu'elle ressort de la base de données européenne d’occupation biophysique des sols Corine Land Cover (CLC), est marquée par l'importance des territoires agricoles (50,5 % en 2018), une proportion sensiblement équivalente à celle de 1990 (49,9 %). La répartition détaillée en 2018 est la suivante : forêts (44,9 %), terres arables (36,3 %), prairies (14,2 %), zones urbanisées (2,9 %), eaux continentales (1,7 %). L'évolution de l’occupation des sols de la commune et de ses infrastructures peut être observée sur les différentes représentations cartographiques du territoire : la carte de Cassini (XVIIIe siècle), la carte d'état-major (1820-1866) et les cartes ou photos aériennes de l'IGN pour la période actuelle (1950 à aujourd'hui).

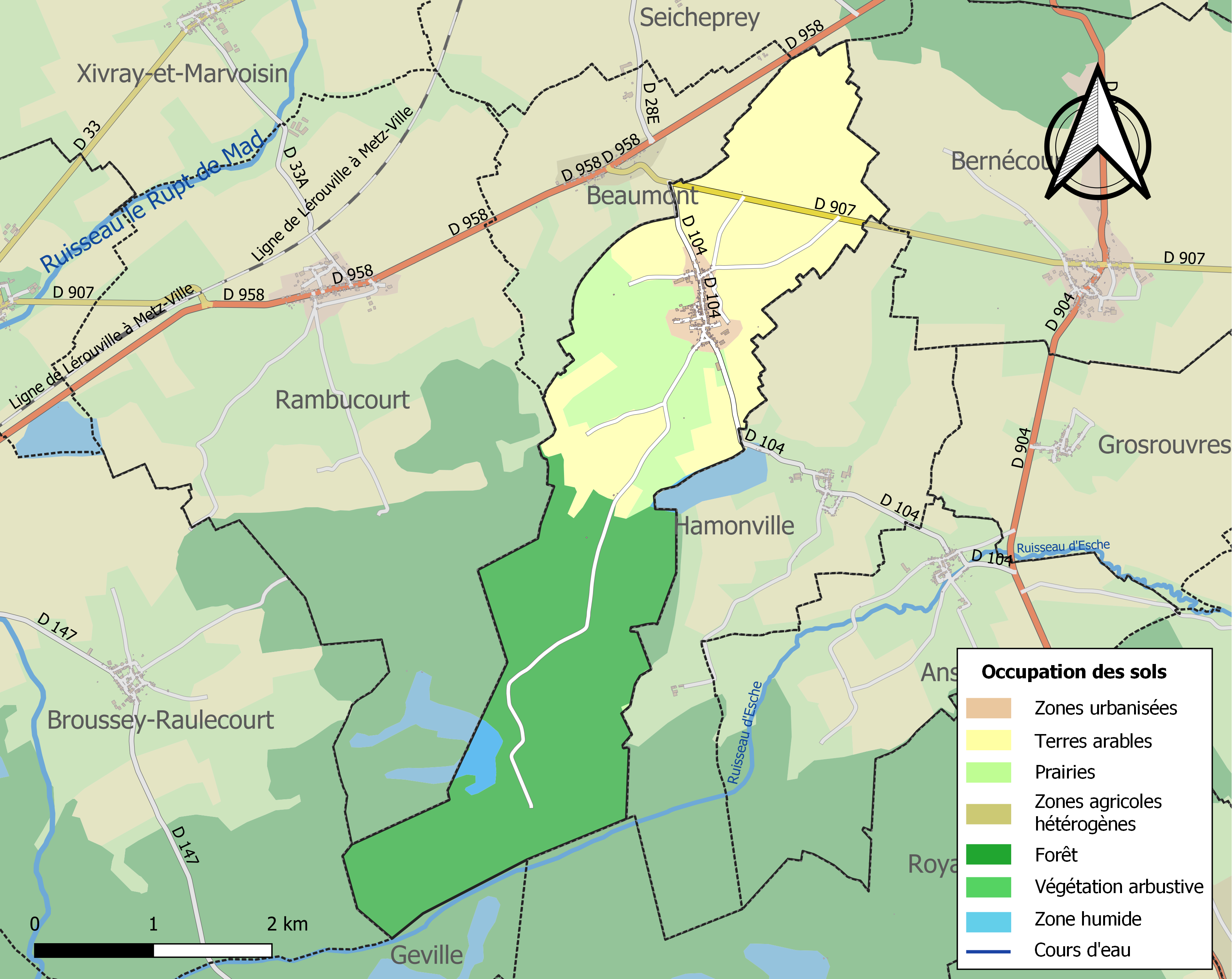
Carte des infrastructures et de l'occupation des sols de la commune en 2018 (CLC).

## Toponymie
Les différentes graphies du nom de la commune recensées par le Dictionnaire topographique du département de la Meurthe sont les suivantes : Mandræ (1033),  Balduinus  et domus (le château) de Mandles (XIIe siècle), N. doyen de la crestientei de Mandres (1270), La fort Maison de Mandres-en-Weiwre (1339), Mondriæ (1402).

Du latin tardif mandra, de l,ancien français mandre qui signifie  « étable, bergerie », pluriel de l'oil mandre « parc à moutons, cabane des bergers, cellule d'ermite ». Le terme Mandres viendrait du terme mandre voulant dire « monastère ». Du verbe latin manere, « rester, lieu ou l'on réside ».
Le déterminant ferait allusion à une abbaye, ainsi appelé, « des quatre tours » qui flanquaient son donjon. Des sources historiques précisent qu'au lieu-dit « A la Côte », canton situé à environ 400 mètres, à l'est du village, on rencontrait des ruines de constructions qu'on croit être celles d'un couvent détruit depuis longtemps.

## Histoire

### Antiquité et préhistoire
Au sujet de la présence gallo-romaine, Beaupré rapporte les indications de Liénard, dans son ouvrage sur l'archéologie de la Meuse :
« Au dire de Liénard (Archéologie de la Meuse), on aurait trouvé à Mandres pas mal de monnaies romaines, surtout de monnaies du Bas-Empire. »

### Moyen Âge et Renaissance
Le château, mentionné à partir du XIIe siècle, appartint successivement du XIIIe siècle au XVIe siècle aux comtes d'Apremont, aux ducs de Bar et aux comtes de Blâmont. Il fut détruit sur ordre de Richelieu.
Il ne restait de cet édifice à la fin du XIXe siècle, d'après le mémoire de la société d'archéologie lorraine, que la double enceinte et quelques pans de murs, épais de 2 à 5 mètres, conservés dans les habitations modernes, et les fossés, quoique en partie comblés, qui permettaient de constater que le château s'élevait sur un plan rectangulaire ou carré, d'environ 80 mètres de côté. II était flanqué de quatre grosses tours aux angles et au milieu, une grande cour avec trois corps de logis à trois étages. Au second, chambres, salles, chapelles. Entre les deux enceintes, il y avait une basse-cour, une grande écurie, un pressoir et auditoire. En dehors de la seconde enceinte, dont les fossés se continuaient sans interruption, on trouvait la basse-cour du Bayle, celle dite de Toul et au milieu un vivier et un colombier sur quatre piliers.

### Epoque Moderne

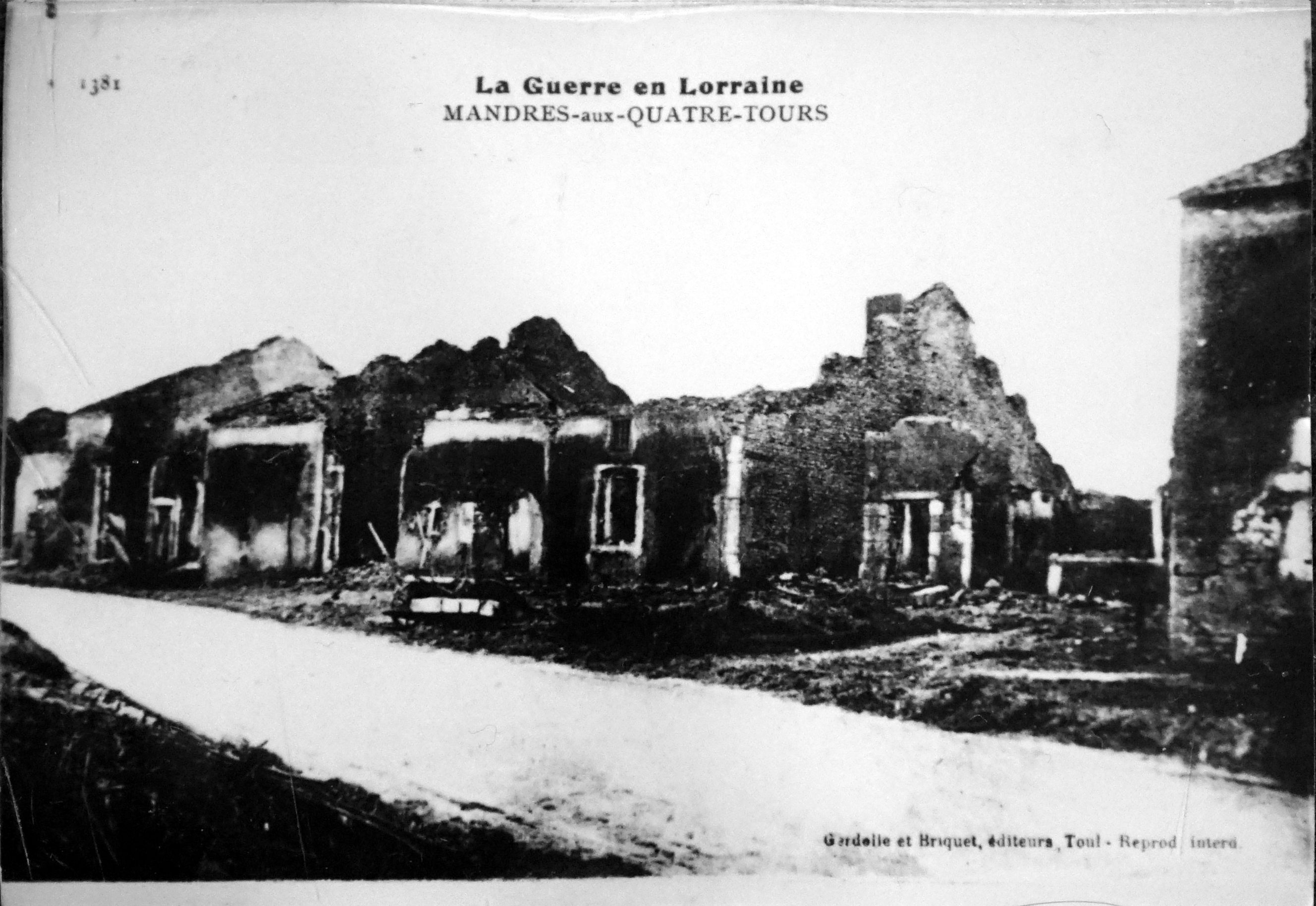
Le village détruit pendant la Grande guerre.

- Mandres-aux-Quatre-Tours a été repris aux forces allemandes au début du mois de septembre 1914, après un combat à la baïonnette, par le 15e Régiment d'Infanterie parti d'Albi le 7 août 1914. Ce régiment faisait partie du 16e Corps d'Armée sous le commandement du général Taverna. Il avait participé le 20 août 1914 à la bataille de Sarrebourg et le 25 août 1914 à celle de Rozelieures. Ce régiment, associé aux forces anglaises, devait subir de lourdes pertes lors de la bataille du saillant d'Ypres au début du mois de novembre 1914.

## Politique et administration
| Période                                  | Période                   | Identité                                        | Étiquette | Qualité      |
| ---------------------------------------- | ------------------------- | ----------------------------------------------- | --------- | ------------ |
| Les données manquantes sont à compléter. |                           |                                                 |           |              |
| mars 1965                                | juin 1995                 | Gilbert Fourrière                               |           |              |
| juin 1995                                | mars 2001                 | Denis Fourrière                                 |           |              |
| mars 2001                                | mars 2008                 | Jean-Claude Achard                              |           |              |
| mars 2008                                | Avril 2014                | Nicole Gilles                                   |           |              |
| mars 2014                                | En cours (au 27 mai 2020) | Denis Fourrière, Réélu pour le mandat 2020-2026 |           | Ancien cadre |

## Population et société

### Démographie
L'évolution du nombre d'habitants est connue à travers les recensements de la population effectués dans la commune depuis 1793. Pour les communes de moins de 10 000 habitants, une enquête de recensement portant sur toute la population est réalisée tous les cinq ans, les populations de référence des années intermédiaires étant quant à elles estimées par interpolation ou extrapolation. Pour la commune, le premier recensement exhaustif entrant dans le cadre du nouveau dispositif a été réalisé en 2007.

En 2022, la commune comptait 201 habitants, en évolution de +9,84 % par rapport à 2016 (Meurthe-et-Moselle : −0,13 %, France hors Mayotte : +2,11 %).
| 1793 | 1800 | 1806 | 1821 | 1831 | 1836 | 1841 | 1846 | 1851 |
| ---- | ---- | ---- | ---- | ---- | ---- | ---- | ---- | ---- |
| 390  | 447  | 437  | 415  | 435  | 429  | 432  | 417  | 442  |

| 1856 | 1861 | 1872 | 1876 | 1881 | 1886 | 1891 | 1896 | 1901 |
| ---- | ---- | ---- | ---- | ---- | ---- | ---- | ---- | ---- |
| 442  | 447  | 417  | 407  | 397  | 387  | 349  | 333  | 333  |

| 1906 | 1911 | 1921 | 1926 | 1931 | 1936 | 1946 | 1954 | 1962 |
| ---- | ---- | ---- | ---- | ---- | ---- | ---- | ---- | ---- |
| 325  | 301  | 252  | 245  | 226  | 227  | 234  | 225  | 206  |

| 1968 | 1975 | 1982 | 1990 | 1999 | 2006 | 2007 | 2012 | 2017 |
| ---- | ---- | ---- | ---- | ---- | ---- | ---- | ---- | ---- |
| 210  | 187  | 171  | 162  | 170  | 178  | 179  | 180  | 187  |

| 2022 | - | - | - | - | - | - | - | - |
| ---- | - | - | - | - | - | - | - | - |
| 201  | - | - | - | - | - | - | - | - |

## Économie
E. Grosse indique dans son ouvrage, vers 1836 :
« Territ. : 791 hect.  dont 375 en. forêts, 352 en terres arables et 64 en prés. »
Le village a donc eu une tradition agricole.

### Secteur primaire ouAgriculture
Le secteur primaire comprend, outre les exploitations agricoles et les élevages, les établissements liés à l’exploitation de la forêt et les pêcheurs. D'après le recensement agricole 2010 du Ministère de l'agriculture (Agreste), la commune de Mandres-aux-Quatre-Tours était majoritairement orientée sur la polyculture et le poly - élevage (auparavant même production ) sur une surface agricole utilisée d'environ 819 hectares (supérieure à la surface cultivable communale) en légère augmentation depuis 1988 - Le cheptel en unité de gros bétail s'est réduit de 616 à 345 entre 1988 et 2010. Il n'y avait plus que 9 (18 en 1988) exploitations agricoles ayant leur siège dans la commune employant 12 unités de travail. (21 auparavant).

## Culture et patrimoine

### Lieux et monuments
- Ruines du château fort fin XIIe : site fossoyé.
- Vestiges de l'ancien château XVIIIe de la famille de Bourgogne.
- Ancienne maison prévôtale.
- Fontaine monumentale.
- Église Saint-Martin XVIIIe, restaurée XIXe inscrite au titre des monuments historiques par arrêté du 29 octobre 1926 pour son portail intérieur roman, ancien portail de la chapelle castrale[32]..

### Personnalités liées à la commune
- Stanislas de Clermont-Tonnerre (1757-1792), député aux États généraux.

### Héraldique, logotype et devise
| Blason de Mandres-aux-Quatre-Tours | Blason  | D'azur à deux bars adossés d'or, accompagnés de quatre croisettes au pied fiché de même, cantonnés de quatre tours d'argent maçonnées de sable.                                                                           |
| Blason de Mandres-aux-Quatre-Tours | Détails | Les armes de Bar indiquent que Mandres dépendait de ce duché. Quant aux quatre tours, leur représentation dans le blason en fait des armes parlantes. Mandres était le chef-lieu d'une prévôté qui fut supprimée en 1751. |